# Longipalpus carabiformis
Longipalpus carabiformis là một loài bọ cánh cứng trong họ Cerambycidae.